# Jungermanniopsida
Jungermanniopsida es el nombre botánico de una clase de musgos hepáticos (Hepaticophyta), con alrededor de  5000 a 7000 especies. con más de las tres cuartas partes de las hepáticas, Su nombre se debe a Ludwig Jungerman (1572-1653).
Comprende hepáticas talosas pero sobre todo formas foliosas. Las formas foliosas comprenden el gametófito con filidios dispuestos en 2 filas sin nervio principal. No hay gametangióforos en el gametófito. Este presenta en su superficie cuerpos oleosos. El espermatofito suele abrirse en cuatro valvas. La mayoría de las especies crecen postradas y presentan ramificación dicotómica.

## Gametófito
Taloso no diferenciado o folioso.
Todas las células con cuerpos oleíferos.
No poseen gametangióforos. Se desarrolla directamente desde el talo.

## Esporófito
Pared del esporangio multiestratificada.
Seta larga y transparente.

## Reproducción
Asexual. Propágulos. Se encuentran sobre los filidios, no hay receptáculo. El arquegonio está protegido por una envoltura o perianto (n).
Sexual. Ciclo similar a Marchantiopsidas.

## Distribución y Ecología
Muy abundantes en los bosques tropicales, pues es donde hay más humedad. Viven directamente sobre humus, corteza de árbol o pueden llegar a vivir sobre hojas perennes. Algunas pueden vivir flotando en el agua.

## Filogenia
Jungermanniopsida se clasificó en dos órdenes, Jungermanniales y Metzgeriales. Sin embargo, ahora se divide en tres subclases cuyas relaciones filogenéticas son las siguientes:

|  | Pelliidae                                                        |
|  |                                                                  |
|  | \| \| Metzgeriidae \| \| \| \| \| \| Jungermanniidae \| \| \| \| |
|  |                                                                  |
|  | Metzgeriidae                                                     |
|  |                                                                  |
|  | Jungermanniidae                                                  |
|  |                                                                  |

|  | Metzgeriidae    |
|  |                 |
|  | Jungermanniidae |
|  |                 |